# 1286 dans les croisades
- Mamelouks :        Al-Mansûr Sayf ad-Dîn Qala'ûn al-Alfi

Cette page regroupe les évènements concernant les Croisades qui sont survenus en 1286 :
- 4 juin : Henri II, roi de Chypre, débarque dans le royaume de Jérusalem pour le revendiquer[1].
- 15 août : Henri II, roi de Chypre, est couronné roi de Jérusalem[1].
- septembre-octobre : Henri II, roi de Chypre et de Jérusalem reourne à Chypre en laissant Baudouin d'Ibelin comme bailli du royaume de Jérusalem[1].